# Anna Willemsdochter van der Aar
Anna Willemsdochter van der Aar (Leiden 1567 - aldaar, 13 september 1656) was een Nederlandse activiste die protesteerde tegen het verbod op steunbetuigingen aan remonstranten.
Van der Aar was de dochter van Alyt Claaszoon den Hertog en lakenkoopman Willem Govertszoon van der Aar. Ze trouwde in 1599 met Petrus Scriverius. Het stel kreeg op zijn minst 8 kinderen, maar slechts 2 van hen bereikten de volwassen leeftijd.
Van der Aar werd bekend na haar dood toen ze werd geprezen in een grafdicht om haar optreden tijdens een kwestie die in 1619 had gespeeld. In dat jaar was Scriverius beschuldigd van het sympathiseren met de remonstranten, omdat hij een lofdicht had geschreven voor de wegens remonstrantse sympathieën gevangen gezette Rombout Hogerbeets. Scriverius kreeg een boete opgelegd die hij echter weigerde te betalen. Toen men beslag wilde leggen op zijn goederen, stelde hij voor dat ze de boeken uit zijn bibliotheek in beslag zouden nemen: hij had immers zijn gevoel voor rechtvaardigheid uit die boeken gehaald, en daardoor waren de boeken in feite verantwoordelijk voor de opgelegde boete. In het grafdicht wordt gesteld dat Anna deze list had bedacht.
Schilder Frans Hals heeft een portret van haar geschilderd dat in het bezit is van het Metropolitan Museum of Art.

## Fotogalerij

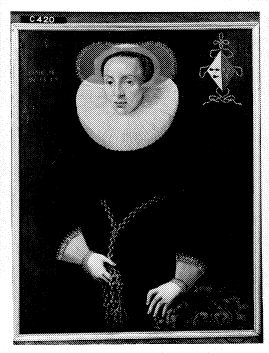
Anna van der Aar, door I.C. Swanenburgh
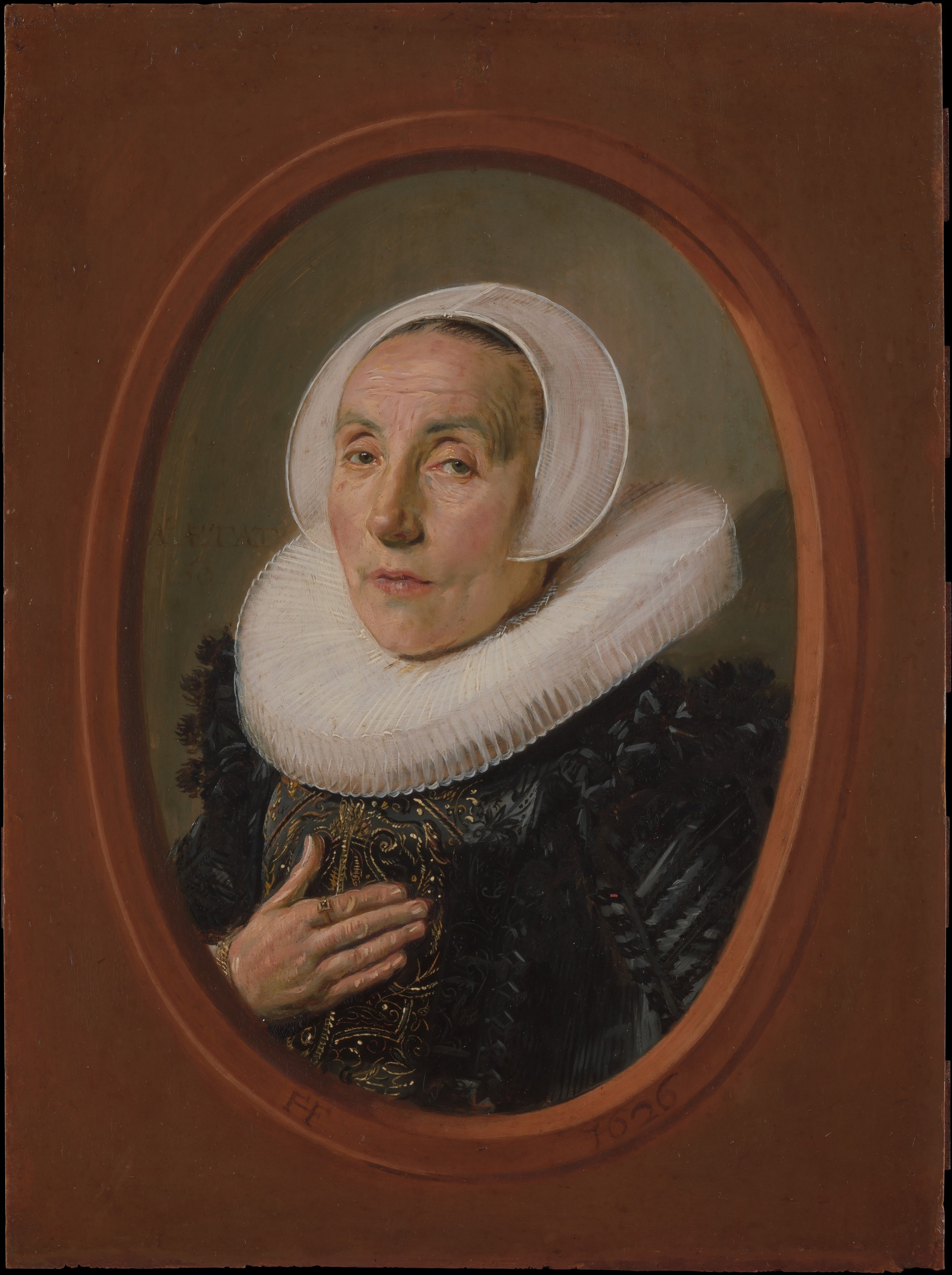
Portret door Frans Hals (MET)